# Старт (премія)
Премія «Старт» — російська премія, що вручається письменникам-фантастам за найкращу дебютну книгу, написану російською мовою. Письменник отримує премію під час урочистої частини щорічного фестивалю фантастики «Аеліта» у Єкатеринбурзі.
З 1989 по 1994 рік лауреатів премії визначали за результатами голосування серед клубів любителів фантастики. З 1997 року вибирати авторів найцікавіших дебютних книг стали професіонали: письменники-фантасти, редактори, літературні критики.
Премія вручається з 1989 року.
Автором і творцем призу був Віктор Васильович Саргін, єкатеринбурзький майстер-каменеріз, який готував для «Аеліти» всі призи. Згодом вид призу змінився, його стали робити інші майстри.

## Лауреати премії
- 2011 — Віталій Абоян за роман «Древо Війни»;
- 2010 — Ілля Тьо за цикл романів «Твердий Космос»;
- 2009 — премія не присуджувалася;
- 2008 — Сергій Палій за роман «Виворіт»;
- 2007 — премія не присуджувалася;
- 2006 — Ірина Олов'яна за книгу «Маленький диявол»;
- 2005 — Лора Андронова за книгу «За велінням Грому»;
- 2004 — Олексій Іванов за збірку «Кораблі і галактика»;
- 2003 — Віталій Каплан за роман «Корпус»;
- 2002 — Леонід Каганов за збірку «Комутація»;
- 2001 — Віктор Бурцев за роман «Алмазні нерви»;
- 2000 — Наталя Резанова за збірки «Відкритий шлях» і «Остання фортеця»;
- 1999 — Андрій Плеханов за роман «Земний безсмертний»;
- 1998 — Михайло Тирін за збірку «Тінь покровителя»;
- 1997 — Андрій Валентинов за першу трилогію роману-циклу «Око сили»;
- 1996 — премія не присуджувалася;
- 1995 — премія не присуджувалася;
- 1994 — Андрій Щербак-Жуков за збірку «Казки про дивну любов»;
- 1993 — Сергій Лук'яненко за збірку «Атомний сон»;
- 1992 — Олександр Тюрін і Олександр Щоголев за збірку «Клітка для буйних»;
- 1991 — В'ячеслав Рибаков за роман «Вогнище на вежі»;
- 1990 — Андрій Столяров за збірку «Вигнання біса»;
- 1989 — Борис Штерн за збірку «Чия планета?».